# Academia Brasileira de Médicos Escritores
A Academia Brasileira de Médicos Escritores é uma academia de letras composta essencialmente por profissionais médicos que também têm a literatura como atividade.
Fundada em 26 de novembro de 1987 e instalada oficialmente em 26 de maio de 1989, na cidade de Rio de Janeiro a academia reúne escritores no Brasil que também são profissionais médicos.
É a primeira academia no Brasil - e no mundo - que reúne de forma única escritores que também são profissionais da saúde.
A Abrames é filiada à Associação das Academias de Letras do Brasil.

## História
A criação de uma academia de escritores médicos foi idealizada pelo médico Matheus Vasconcelos, que primeiro trouxe a ideia para a regional Rio de Janeiro da Sociedade Brasileira de Escritores Médicos.
Desde então, um grupo formado pelo próprio Matheus Vasconcelos com Marco Aurélio Caldas Barbosa, Miguel Callile Junior, Tito de Abreu Fialho, Maria José Werneck, Luiz Gondim de Araújo Lins, Perilo Galvão Peixoto e Syllos Sant'anna Reis foi se reunir como a comissão organizadora da academia então gestada.
Matheus Vasconcelos e Miguel Callile Junior faleceram antes da instalação da academia, tornando-se os patronos de sua sede.
A Abrames é composta por cinqüenta cadeiras, com princípio de mandato alterado, criando-se o quadro de associados eméritos, quando ocorre a vacância da cadeira sem que seu titular, ainda vivo, perca a condição acadêmica.
Manuel Antonio de Almeida  é o patrono da entidade, escolhido desde sua criação.

## Acadêmicos
Esta lista relaciona os acadêmicos da Academia Brasileira de Médicos Escritores, segundo a ocupação das cadeiras.
| Cadeira | Patrono                                  | Fundador                              | Ocupante(s) anterior(es)                                                                | Ocupante atual                    |
| 1       | Matheus Vasconcelos                      | Luiz Gondim de Araújo Lins            | Sérgio Martins Pandolfo                                                                 | Antônio José Souto Loureiro       |
| 2       | Laurindo José da Silva Rabelo            | Maria José Werneck                    | Alcione Alcântara Gonçalves                                                             |                                   |
| 3       | José Antonio de Abreu Fialho             | Perilo Galvão Peixoto                 | Emmanuel Alves ►Omar da Rosa Santos ►José Maria Chaves                                  |                                   |
| 4       | Miguel Callile Júnior                    | André Petrarca de Mesquita            | Simão Arão Pecher                                                                       | Selma Dantas Teixeira Sabrat      |
| 5       | João José Buarque Lima                   | Syllos de Sant'Anna Reis              | Sérgio Salusse Bittencourt Soares                                                       |                                   |
| 6       | Sylvio de Abreu Fialho                   | Tito de Abreu Fialho                  | Juçara Regina Viegas Valverde                                                           | Arlinda Lamego                    |
| 7       | Pedro da Silva Nava                      | Marco Aurélio Caldas Barbosa          | Carlos Luiz Campana ►Nelson Antonio Rodrigues                                           | Roberto José da Silva Vieira      |
| 8       | Antonio de Castro Lopes                  | Hilton Ribeiro da Rocha               | Aldo Miletto                                                                            | Daniel Pinheiro Hernandez         |
| 9       | Waldemar Berardinelli                    | Orlando Ferreira da Costa             | Jorge Alberto Costa e Silva                                                             | Paulo Cesar Fructuoso             |
| 10      | Júlio Afrânio Peixoto                    | Antonio Cyrillo Gomes                 |                                                                                         | José Carlos Serufo                |
| 11      | Eduardo Rabelo                           | Moysés Goldstein Paciornik            |                                                                                         | Arnaldo Saveiro Mazza             |
| 12      | Clementino da Rocha Fraga                | Umberto Perrotta                      | Maria da Paz Manhães                                                                    | Cid José Carvalho Magioli         |
| 13      | Aloysio de Castro                        | Hervé Martins Machado                 | Walter Whitton Harris                                                                   | Fátima Darcinete de Almeida       |
| 14      | Adão Manuel Pereira Nunes                | Paulo Celso Uchôa Cavalcanti          | Hugo Miyahira                                                                           | Benedito Rodrigues Vidigal        |
| 15      | Pedro Augusto Pinto                      | Virgílio Augusto Bezerra              | Ivo Helcio Jardim de Campos Pitanguy                                                    | Gisleno Feitosa                   |
| 16      | Hilário Soares de Gouvêa                 | Francisco Michelin                    | Nelson Jacintho                                                                         | Fábio Santos Daflon Gomes         |
| 17      | Juscelino Kubitschek de Oliveira         | Humberto da Silva Gueiros             | Edison Farias ►Natalino Salgado Filho                                                   | Margareth Maria Pretti Dalcolmo   |
| 18      | Murillo Cardoso Fontes                   | Carlos Cezar de Almeida Miranda       | Arquimedes Viegas Vale                                                                  | Marcus Mello de Oliveira          |
| 19      | Fernando Augusto Ribeiro Magalhães       | Zilda Kormack                         |                                                                                         | Antônio Rodrigues Braga Neto      |
| 20      | Arthur Ramos de Araújo Pereira           | Milton Hênio Netto de Gouveia         |                                                                                         | Leandro Cardoso Fernandes         |
| 21      | Oswaldo Gonçalves Cruz                   | Jacques Houli                         | Grimaldo Carvalho                                                                       | Sérgio Augusto de Munhoz Pitaki   |
| 22      | Jorge Matheos de Lima                    | Dagmar Aderaldo Chaves                | Inaura Vaz Carneiro Leão ►Adonis Reis Lira de Carvalho                                  | José Warmuth Teixeira             |
| 23      | Jorge Valente                            | Rigner Armentano Silva                |                                                                                         | Samuel Moisés Castiel Júnior      |
| 24      | Francisca Praguer Fróes                  | Coracy Teixeira Bessa                 |                                                                                         | Michel Herbert Alves Florêncio    |
| 25      | Miguel de Oliveira Couto                 | Nilton Braga de Oliveira              | Deyler Goulart Meira ►Marly Piva Monteiro                                               | Denise Espiúca Monteiro           |
| 26      | Eurico Branco Ribeiro                    | Joel Marques Braga                    | Wilson da Silva Bóia                                                                    | Djalma Lemos Mendonça             |
| 27      | Maurício Campos de Medeiros              | Daniel Boechat                        | Marco Aurélio Baggio                                                                    | Hermes Marcondes Lourenço         |
| 28      | Cyro dos Santos Martins                  | Roberto Curi Hallal                   |                                                                                         | Ernesto Maier Rymer               |
| 29      | Antonio da Gama Rodrigues                | Caio Villela Nunes                    |                                                                                         | Renato Passos                     |
| 30      | João Guimarães Rosa                      | Júlio Arantes Sanderson de Queiroz    |                                                                                         | Ronaldo Vieira de Aguiar          |
| 31      | Gastão Cruls                             | Antonio Dias Rebello Filho            | Jorge Sampaio de Marsillac Motta ►Thereza Freire Vieira ►Augusto Heitor Xavier de Brito | Cesar Augusto da Silva Nascimento |
| 32      | Flamínio Fávero                          | Jorge Martins de Oliveira             | Regis Cavini Ferreira ►Sara Riwka Erlich ►Leslie de Albuquerque Aloan                   | José Pio Rodrigues Furtado        |
| 33      | Edgar Roquette Pinto                     | Helio Begliomini                      |                                                                                         |                                   |
| 34      | Francisco Pinheiro Guimarães             | José Luiz Fernandes Soares            | Luiz Gonzaga de Carvalho                                                                | Márcia Etelli Coelho              |
| 35      | Antônio da Silva Melo                    | Fernando Estellita Lins               | Ítalo Suassuna                                                                          | Eliana Calixto                    |
| 36      | Floriano de Lemos                        | Dulce Morgado Castellar Pinto         | Pedro Diniz de Araújo Franco ►Fábio Cupertino Morínigo                                  | Andrea Boaventura                 |
| 37      | Augusto Victorino Alves Sacramento Blake | Waldemar Bianchi                      | Marialzira Perestrello                                                                  | Carlos Augusto Ferreira Galvão    |
| 38      | João Peregrino Júnior                    | Antonio de Oliveira Gutman            | Haroldo Jacques                                                                         | Marcelo Gurgel Carlos da Silva    |
| 39      | Jayme Regallo Pereira                    | Flerts Nebó                           | Dagoberto de Oliveira Sant'Anna e Souza                                                 | Jorge Salle Darze                 |
| 40      | Adroaldo Soares de Albergaria            | Edison Teixeira Barbosa               | Meraldo Zisman                                                                          | Paulo Camelo de Andrade Almeida   |
| 41      | Ermírio Barreto Coutinho da Silveira     | Annibal de Mattos Filho               |                                                                                         | Josyanne Rita de Arruda Franco    |
| 42      | Ernesto de Souza Campos                  | José Guilherme Carvalhal França       | Aparício Carvalho de Moraes                                                             |                                   |
| 43      | Antônio Carlos Pacheco e Silva           | José Caruso Madalena                  | João Marcos de Oliveira                                                                 | Luiz Giovani                      |
| 44      | Jean Claude Nahoum                       | Manoel Baliú Monteiro                 |                                                                                         | Josemar Otaviano de Alvarenga     |
| 45      | Hamilton de Lacerda Nogueira             | Victal Ferreira de Moraes Sacaramento | José Normanha de Oliveira ►Paulo César Alves Carneiro                                   | José Itamar Abreu Costa           |
| 46      | Francisco de Castro                      | Jorge Picanço Siqueira                | Leila Maria Campos Jordão                                                               | José de Jesus Peixoto Camargo     |
| 47      | Cláudio Justiniano de Souza              | Urcício Santiago                      | Demócrito Jônathas Azevedo ►Evanil Pires de Campos ►José Medeiros                       | Luiz Ayrton Santos Júnior         |
| 48      | Henrique Brito de Belford Roxo           | Manoel Álvaro Velloso                 | Paulo Roberto Bastos Canella ►Gilberto Madeira Peixoto                                  | José Carlos Linchz                |
| 49      | Olavo Dantas                             | Paulo Dias da Costa                   | Abílio Kac ►Janine Cynamon Ajzman                                                       | Luiz Roberto Londres              |
| 50      | Antônio Austregésilo Rodrigues de Lima   | Murilo Côrtes Drummond                | Pietro Novellino ►Roberto Antônio Carneiro                                              | José Leonídio Pereira             |